# Stade Olympique de la Pontaise
A Stade Olympique de la Pontaise egy labdarúgó-stadion Lausanneban, Svájcban. 
A stadion 1904-ben épült és az FC Lausanne-Sport otthonául szolgál. Befogadóképessége: 15,850 fő. Öt mérkőzést rendeztek itt az 1954-es labdarúgó-világbajnokságon. 

## Események

### 1954-es világbajnokság

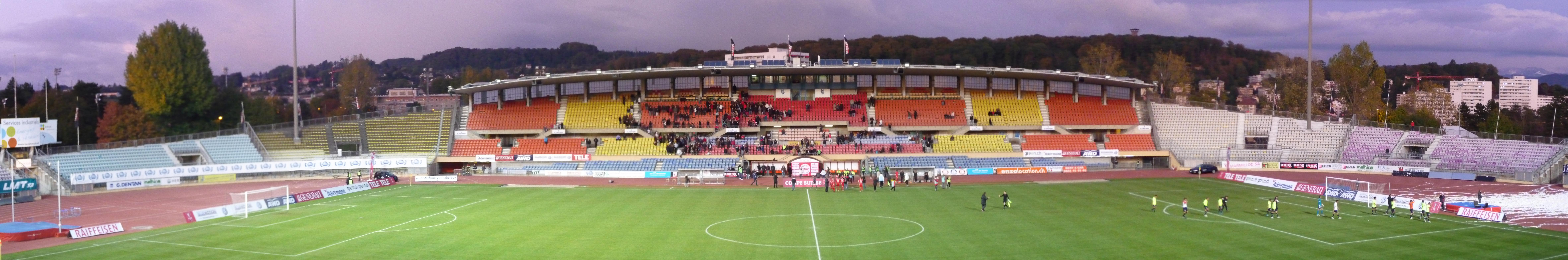
Az északi oldal

| Dátum       | Időpont UTC+1 | Pályaválasztó | Eredmény | Vendég        | Forduló     | Nézők  |
| ----------- | ------------- | ------------- | -------- | ------------- | ----------- | ------ |
| 1954.06.16. | 18.00         | Jugoszlávia   | 1–0      | Franciaország | 1. csoport  | 16 000 |
| 1954.06.17. | 17.50         | Svájc         | 2–1      | Olaszország   | 4. csoport  | 43 000 |
| 1954.06.19. | 17.00         | Brazília      | 1–1      | Jugoszlávia   | 1. csoport  | 24 637 |
| 1954.06.26. | 17.00         | Ausztria      | 7–5      | Svájc         | Negyeddöntő | 35 000 |
| 1954.06.30. | 18.00         | Magyarország  | 4–2      | Uruguay       | Elődöntő    | 45 000 |